# Ventimiglia di Sicilia
Ventimiglia di Sicilia (Sicilian: Calamigna) là một đô thị trong tỉnh Palermo, vùng Sicilia, Ý. Đô thị này có diện tích 26 km2, dân số theo điều tra năm 2001 của Cục thống kê quốc gia Ý là 2193 người.